# Тургунбеков, Рафик Тургунбекович
Рафик Тургунбекович Тургунбеков (кирг. Тургунбеков Рафик, 1 ноября 1928 года, Кум-Арык, Панфиловский район, Чуйская область, Киргизская АССР, РСФСР — 2 октября 1998 года) — советский и киргизский юрист, учёный-правовед. Член-корреспондент Национальной академии наук Киргизской Республики, член Комитета конституционного надзора Советского Союза. Доктор юридических наук, профессор.

## Биография
Родился 1 ноября 1928 года в селе Кум-Арык (Киргизская АССР, РСФСР), что ныне в Панфиловском районе, Чуйская область, Кыргызская Республика. Киргиз. Член КПСС с 1953 года.
В 1949 году окончил Алма-Атинский государственный юридический институт. В 1956—1958 годах — в аспирантуре АН СССР.
С 1958 года работал в Институте философии и права Академии наук Киргизской ССР, с 1986 — заведующим отдела, с 1995 — заведующим сектора.
Стал доктором юридических наук в 1976 году, опубликовал ряд работ по вопросам государственности Киргизской ССР и конституционным проблемам.
11 мая 1989 и 12 ноября 1989 года Президиум Верховного Совета Киргизской ССР представил его кандидатуру для избрания в состав Комитета конституционного надзора СССР. Верховный Совет СССР утвердил кандидатуру 26 апреля 1990 года, и на следующий день Рафик Тургунбеков принёс присягу.
В 1993 году избран членом-корреспондентом Национальной академии наук Киргизской Республики, указанная научная сфера: государственное (конституционное) и уголовное право.
Входил в экспертную группу по подготовке изменений и дополнений в Конституцию Кыргызстана (включён в январе 1995).
Скончался 2 октября 1998 года.
В Кыргызском государственном юридическом университете была создана премия имени Рафика Тургунбекова.

## Ряд научных публикаций
- Возникновение и укрепление суверенитета Киргизской ССР : диссертация … кандидата юридических наук : 12.00.00. — Москва, 1959. (Академия Наук СССР, Институт права им. А. Я. Вышинского) — 314 с.
- Создание и развитие Конституции Киргизской ССР / Акад. наук Киргиз. ССР. Отд. философии и права. — Фрунзе: Изд-во Акад. наук Кирг. ССР, 1962. — 171 с.; 22 см.
- Развитие демократической форм деятельности Верховного Совета Киргизской ССР в современный период / Акад. наук Киргиз. ССР. Ин-т философии и права. — Фрунзе: «Илим», 1966.
- Становление и развитие суверенного государства киргизского народа. Фрунзе: «Илим», 1969.
- Конституционные проблемы развития национальной государственности киргизского народа : диссертация … доктора юридических наук : 12.00.00. — Душанбе, 1972.
- Государственность и Конституция Советского Киргизстана в период развитого социализма. Фрунзе: «Илим», 1980.
- (в соавторстве) Русско-киргизский словарь-справочник юридических терминов / К. Н. Нурбеков, Р. Тургунбеков, К. Альчинов и др. — Фрунзе : «Илим», 1982. — 551 с.
- Конституционный статус личности / АН КиргССР, Ин-т философии и права. — Фрунзе: «Илим», 1991. — 72 с.